# Amastus peralta
Amastus peralta är en fjärilsart som beskrevs av Adalbert Seitz 1924. Amastus peralta ingår i släktet Amastus och familjen björnspinnare. Inga underarter finns listade i Catalogue of Life.